# タカラトミーアーツ
株式会社タカラトミーアーツ（英: T-ARTS Company,Ltd.）は、日本の玩具メーカー。株式会社タカラトミーの連結子会社。
タカラトミーの英語名称は「TOMY COMPANY,LTD.」と前身のタカラを含めておらず、タカラトミーアーツにおいても英語名称は「T-ARTS Company,Ltd.」と旧タカラの名称を含まない。公式サイトなどは"T-ARTS"を使用する。商品に記載される簡略化された著作権表記は"T2A"と"Takara"と"Tomy"の「2つの"T"」を強調している。

## 概要
カプセル玩具、キャラクター玩具、フィギュア、玩具菓子、雑貨等の企画、製造、販売を主な業務とする。カプセル玩具を指す種々の呼び名の一つ・ガチャ (Gacha) はユージン時代からの登録商標である。食玩事業は旧ナガサキヤの廃業時に前身の1社であるすばる堂が譲渡を受けたものが基盤になる。
2012年（平成24年）以降親会社のタカラトミーからコンピュータゲーム関連事業、ライフ事業が順次、タカラトミーアーツへ移管され、2015年（平成27年）4月にタカラトミーマーケティングから催事菓子事業、特注・OEM事業が移管された。

## 沿革
- 1988年（昭和63年） - 株式会社ユージン (YUJIN COMPANY,LTD.) として設立。
- 2008年（平成20年）3月18日 - タカラトミーが、 株式会社ユージンの完全子会社化を目的とした友好的株式公開買い付けを開始し、6月25日にJASDAQ上場が廃止されてタカラトミーの連結対象子会社となった。
- 2009年（平成21年）1月1日付 - ユージンを存続会社として、タカラトミーの連結対象子会社ハートランド、すばる堂、ユーメイトの3社を合併し、1月5日付で現社名に改称した。
- 2015年（平成27年）4月1日 - ベビー服専門メーカー和興株式会社（2005年〈平成17年〉にトミーの子会社化）を吸収合併した。

## 主な製品
- VINKYS（ビインキーズ）～だっこちゃん天使と森のなかまたち～
- エレガチャシリーズ
- カプセルトミカシリーズ
- カプセルプラレールシリーズ
- 原色図鑑シリーズ
- SRシリーズ
- SRDXシリーズ
- ガチャプラモシリーズ
- TIME CAPSULEシリーズ
- TRADING FIGURE COLLECTIONシリーズ
- DISNEY プーさんのお着替えシリーズ
- 立体ポケモン図鑑シリーズ
- でふぉめシリーズ
- でふぉめminiシリーズ
- のほほん族
- パンダの穴
- もちばけシリーズ

ほか

## コンピュータゲーム
アーケードゲーム
- プリティーシリーズ（開発：シンソフィア）
  - プリティーリズム - シーズン9以降
  - プリパラ
  - キラッとプリ☆チャン
  - ワッチャプリマジ!
  - ひみつのアイプリ
- スナックワールド ジャラステ (開発：レベルファイブ)
- ポケモンガオーレ（共同開発：マーベラスAQL）
  - ポケモンメザスタ（共同開発：マーベラス）
- ゾイドワイルド バトルカードハンター
- 僕のヒーローアカデミア ヒーローズバトルラッシュ
- イナズマイレブンAC オールスターズ
- ドラゴンクエスト ダイの大冒険 クロスブレイド（開発：シンソフィア）

## 提供番組
2022年11月現在、提供番組は存在しない。
過去
- キラッとプリ☆チャン（テレビ東京）
- LINE TOWN（テレビ東京）
- ベイブレード バースト（テレビ東京）
- ゾイドワイルド ZERO（テレビ東京）
- ワッチャプリマジ!（テレビ東京）
- 僕のヒーローアカデミア（読売テレビ・日本テレビ系列）
- ダンダダン（毎日放送・TBS系列）